# 三宅康武
三宅 康武（みやけ やすたけ）は、三河田原藩の第6代藩主。田原藩三宅家9代。
宝暦13年（1763年）5月14日、第5代藩主・三宅康之の三男として田原で生まれる。安永9年（1780年）11月29日、父が隠居したため家督を継ぎ、12月28日に従五位下・備前守に叙位・任官する。
天明元年（1781年）6月、江戸城半蔵口門番に任じられる。12月には藩財政再建のために倹約令を出している。天明4年（1784年）4月17日に日光祭祀奉行に任じられる。天明5年（1785年）9月12日、江戸で死去した。享年23。跡を弟で養子の康邦が継いだ。

## 系譜
父母
- 三宅康之（父）
- 三宅康高の娘（母）

正室
- 立花長煕の娘

養子
- 三宅康邦 ー 実弟